# Holmes Ridge (Heard)
Holmes Ridge ist ein zwischen 200 und 1250 m hoher und felsiger Grat auf der Insel Heard im südlichen Indischen Ozean. Er ragt am südöstlichen Rand des Gotley-Gletschers auf.
Namensgeber ist Ian Holmes, der sich am 10. Februar 1971 auf dem Weg zur Atlas Cove beim Sturz in eine Gletscherspalte des Gotley-Gletschers eine Beinfraktur unterhalb des Knies zuzog.